# 卡纳基
卡纳基（法語：Kanaky）是1970年代以来新喀里多尼亚独立运动人士对新喀里多尼亚的称呼，词源为夏威夷语的“kanaka”（意为“人”）。这个术语由牧师莫里斯·莱恩哈特的女儿罗塞莱娜·杜塞特-莱恩哈特创造。由“卡纳基”衍生出的“卡纳克人”一词现在用于指代新喀里多尼亚的美拉尼西亚人。1984年9月24日，新喀里多尼亚独立运动人士成立了卡纳克和社会主义民族解放阵线。